# NGC 1525
NGC 1525 (= NGC 1516B) è una lontana galassia a spirale situata nella costellazione dell'Eridano, a una distanza di circa 470 milioni di anni luce dalla nostra Via Lattea.

## Scoperta
La galassia è stata scoperta il 31 dicembre 1885 dall'astronomo statunitense Ormond Stone.
NGC 1525 è una delle due galassie che compongono NGC 1516, originariamente scoperta il 30 gennaio 1786 dall'astronomo britannico di origine tedesca William Herschel, che tuttavia con la strumentazione a sua disposizione aveva visto un solo oggetto che venne registrato nel New General Catalogue come NGC 1516. Le osservazioni compiute quasi un secolo più tardi da Ormond Stone mostrarono che si trattava in realtà di due galassie, ma la posizione fu indicata in modo impreciso per cui le due galassie vennero inserite nel New General Catalogue come due oggetti nuovi e registrati con i codici NGC 1524 e NGC 1525.

## Descrizione
NGC 1525 presenta una larga riga a 21 cm dell'idrogeno neutro.